# Laddonia
Laddonia è un comune degli Stati Uniti d'America, situato nello Stato del Missouri, nella contea di Audrain.